# Dorothy Pitman Hughes
Dorothy Pitman Hughes (Lumpkim, 2 de octubre de 1938-Tampa, 1 de diciembre de 2022)  fue una feminista afroamericana estadounidense, defensora del bienestar infantil, activista, oradora pública, autora y propietaria de una pequeña empresa.

## Biografía
Dorothy Pitman Hughes nació en 1938 en Lumpkin, Georgia. Cuando Dorothy tenía diez años, su padre fue golpeado casi hasta la muerte en la puerta de la casa familiar; la familia creyó que fue un crimen cometido por miembros del Ku Klux Klan. Pitman Hughes decidió cuando era niña, en reacción a las experiencias de su familia, que dedicaría su vida a mejorar las circunstancias de las personas a través del activismo.

## Carrera
Pitman Hughes se mudó de Georgia a Nueva York en 1957. Durante la década de 1960 en Nueva York, trabajó como vendedora, limpiadora de casas y cantante de clubes nocturnos. Comenzó su activismo recaudando dinero para la fianza de los manifestantes por los derechos civiles. 
A fines de la década de 1960, Pitman Hughes, que necesitaba atención para sus propios hijas (en 1970, tenía tres hijas), organizó una guardería cooperativa multirracial en el West Side, la West 80th Community Childcare Center, que sería reseñada por la columnista de la revista New York Gloria Steinem.  Pitman Hughes y Steinem se hicieron amigas, y Pitman Hughes alentó a Steinem a comenzar a hablar en público con ella sobre el Movimiento de Mujeres. Las dos viajaron por todo el país durante dos años, compartiendo escenario. Basado en la publicidad que recibió el dúo, Pitman Hughes alentó a Steinem a fundar una revista editada por mujeres, Ms. Magazine, con otras socias, comenzando como una edición especial del New York . Aunque se la cita ampliamente como cofundadora, Pitman Hughes no tuvo un papel formal en la revista.
Pitman Hughes organizó el primer refugio para mujeres maltratadas en la ciudad de Nueva York y cofundó la Agencia para el Desarrollo Infantil de la ciudad de Nueva York, pionera en el cuidado de niños y niñas y señaló que "demasiadas mujeres se veían obligadas a dejar a sus hijos solos en casa mientras trabajaban para alimentar a sus familias". Pitman Hughes también cofundó con Gloria Steinem la Women's Action Alliance, un centro de información nacional pionero que se especializó en la educación infantil multirracial y no sexista, en 1971. Las dos mujeres viajaron juntas hablando sobre raza, clase y género a lo largo de la década de 1970.
Pitman Hughes y Steinem aparecen juntas en una icónica fotografía en blanco y negro, que ahora forma parte de la colección de la Galería Nacional de Retratos, Instituto Smithsonian, Washington D. C.. Tomada por el fotógrafo Dan Wynn para la revista Esquire y publicada en octubre de 1971, Wynn realizó la fotografía en el centro de Whashington con Steinem y Pitman Hughes desafiantes con el puño en alto popularizado por primera vez por miembros del movimiento Black Power. Pitman Hughes notó la complejidad de su amistad en ese momento, admitiendo el terror que sentía al ser vista en público con una mujer blanca en su ciudad natal de Lumpkin, Georgia, cuando Steinem la visitaba. En 2017, Hughes le encargó al fotógrafo Dan Bagan que creara un retrato de homenaje de las dos amigas juntas nuevamente en una pose similar para el 80 cumpleaños de Steinem.
En 1972, Pitman Hughes fue una de las firmantes de la campaña de la revista Ms. "Hemos tenido abortos", que pedía el fin de las "leyes arcaicas" que limitaban la libertad reproductiva y animaban a las mujeres a compartir sus historias y tomar medidas.
Pitman Hughes fue profesora invitada en la Universidad de Columbia, impartió un curso llamado "La dinámica del cambio" en el College of New Rochelle y también fue profesora invitada en el City College de Manhattan .
En 1992, Pitman Hughes cofundó la Sociedad de Preservación Histórica de Charles Junction en Jacksonville, Florida, utilizando la antigua hacienda de Junction para combatir la pobreza a través de la producción de alimentos y la horticultura comunitaria. 
En 1997, Pitman Hughes se convirtió en la primera mujer afroamericana en ser propietaria de un centro de fotocopiado y artículos de oficina, Harlem Office Supply, Inc., y en convertirse en miembro de la Asociación de Papelerías de Nueva York (SANY). En mayo de 1997, Pitman Hughes comenzó a ofrecer acciones de HOS a $1.00 por acción a individuos, corporaciones, asociaciones y organizaciones sin fines de lucro enfocadas en niños afroamericanos. ¡Escribió sobre sus experiencias en Wake Up and Smell the Dollars! (2000), defendiendo la propiedad de pequeñas empresas a otros afroamericanos como una forma de empoderamiento.
Pitman Hughes participó en la Zona de Empoderamiento del Alto Manhattan (UMEZ), un programa federal instituido por la administración Clinton en 1994 que designó $300 millones de dinero federal, estatal y municipal para el desarrollo económico de Harlem. Pitman Hughes abrió Harlem Office Supply. Sin embargo, Hughes más tarde criticó la iniciativa cuando una tienda Staples abrió cerca y su negocio se vio obligado a cerrar.  Los programas trajeron a grandes empresas como Old Navy y Disney a Harlem para crear puestos de trabajo, pero finalmente crearon más competencia para las empresas de propiedad locales. "Algunos están convencidos de que empoderar a las grandes corporaciones para que brinden empleos mal pagados a nuestros residentes traerá empoderamiento económico a la comunidad. . . . [Pero] sin propiedad afroamericana, en última instancia no hay empoderamiento local", afirmó Pitman Hughes, creyendo que los recursos se estaban distribuyendo de manera desigual entre las pequeñas empresas en Harlem. Pitman Hughes escribió más tarde Just Saying. . . Parece limpieza étnica (la gentrificación de Harlem) brindar asesoramiento a los empresarios afroamericanos que deseen utilizar programas gubernamentales similares, como la Ley JOBS, promulgada por el presidente estadounidense Barack Obama en 2012.
Pitman Hughes y Steinem volvieron a hablar en 2008 en Eckerd College, donde recrearon juntas la pose del puño levantado. Steinem se asoció con los esfuerzos de Pitman Hughes en la comunidad de Northside de Jacksonville, Florida, para combatir el hambre con jardines comunitarios, apareciendo como oradora y brindando apoyo financiero.

## Vida personal
Pitman Hughes era madre de tres hijas y tía de la actriz Gabourey Sidibe.  El 1 de diciembre de 2022, murió en Tampa, Florida, en la casa de su familia.

## Honores
Oprah Winfrey honró a Pitman Hughes como una de las "Grandes mamás" de Estados Unidos.

## En la cultura popular
Janelle Monaé interpretó a Pitman Hughes en la película de 2020 The Glorias.

## Obras
- Life Is About Choices, Not Excuses: The Life of Ruther Youmans Tyson (2014). Jacksonville, Fla.: DPH Book Publishing. ISBN 978-0985364113 (as editor).
- I'm Just Saying, It looks Like Ethnic Cleansing: The Gentrification of Harlem (2012). Jacksonville, Fla.: DPH Book Publishing. ISBN 9780985364106.
- Wake Up and Smell the Dollars! Whose Inner-City Is this Anyway!: One Woman's Struggle Against Sexism, Classism, Racism, Gentrification, and the Empowerment Zone (2000). Phoenix, AZ: Amber Books. ISBN 9780965506472.